# Ryan Reeves
Ryan Allen Reeves (Las Vegas (Nevada), 10 november 1981) is een Amerikaans professioneel worstelaar die actief was onder de ringnaam Ryback in de WWE.

## Carrière

### Tough Enough (2004)
Reeves trainde twee jaar om zich te concentreren voor het professioneel worstelen. Terwijl hij halftijds werkte op het Monte Carlo Resort & Casino, stuurde hij een video op naar WWE om een van de deelnemers te worden van $1.000.000 Tough Enough. Hij werd samen met andere 49 deelnemers naar Venice Beach uitgenodigd. Tijdens zijn eerste trainingsweek, liep Reeves een bronchitis en een ribblessure op. Uiteindelijk werd hij een van de acht finalisten en verscheen op SmackDown!, maar werd alsnog weggestemd. Ondanks zijn eliminatie, overtuigde hij genoeg de WWE voor een contract. In maart 2005 verbleef hij in Las Vegas om zijn blessures te laten genezen voordat hij naar Atlanta (Georgia) ging.

### Ohio Valley Wrestling (2005-2008)
Na zijn training in Deep South Wrestling, werd Reeves naar Ohio Valley Wrestling gestuurd, in begin maart 2006. In juli 2006 werd Reeves voor 30 dagen geschorst omdat hij faalde voor de drugtest en pleegde inbreuk op WWE's gezondheidsregels.
In september 2006 vormde hij een tag team met Jon Bolen als High Dosage en wonnen verscheidene tag team matchen. Op 6 januari 2007 worstelden ze samen voor de laatste keer omdat Reeves zijn contract afliep. Na een afwezigheid van een jaar, keerde hij terug naar OVW als Ryback, in 2008. Op 15 oktober 2008 veroverde hij het OVW Heavyweight Championship door Anthony Bravado te verslaan. Op 29 oktober 2008 moest hij de titel terug afstaan aan Bravado.

### World Wrestling Entertainment / WWE (2008-2016)

#### Florida Championship Wrestling

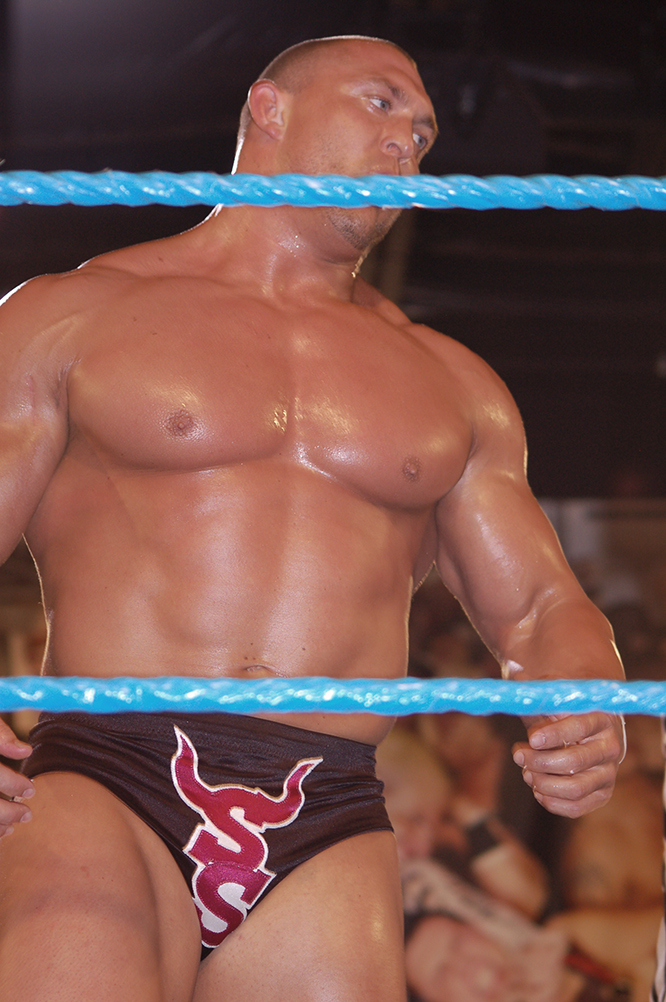
Reeves als Skip Sheffield in FCW

Op 16 december 2008 maakte Reeves als Ryback zijn ringdebuut in Florida Championship Wrestling en verloor samen met Jon Cutler een tag team match van Kris Logan en Taylor Rotunda. Al snel vormde hij een tag team met Sheamus O'Shaunessy totdat O'Shaunessy opgeroepen werd voor de hoofdrooster. Op 25 oktober 2008 verscheen hij op FCW met Skip Sheffield een nieuwe ringnaam en versloeg Jimmy Uso.

#### NXT en Nexus (2010-2011)
Tijdens de laatste aflevering van ECW op 16 februari 2010, werd hij aangekondigd als een van de acht FCW-supersterren die deelnamen in het eerste seizoen van WWE NXT. Oorspronkelijk was Montel Vontavious Porter zijn mentor, maar hij werd vervangen door William Regal. In een aflevering van NXT op 27 april 2010, won hij zijn eerste wedstrijd door Daniel Bryan te verslaan. Op 11 mei 2010 vond er een NXT-eliminatiepoll plaats en hij werd samen met Bryan en Michael Tarver geëlimineerd van de competitie.
In een aflevering van Raw op 7 juni 2010, verscheen Sheffield samen met andere NXT-seizoen 1 deelnemers op de arena en verstoorden de 'main event' match tussen John Cena en CM Punk om hen en de rest van het WWE-personeel aan te vallen. In een aflevering van Raw, in eind juni 2010, heette de groep The Nexus. In augustus 2010 brak hij zijn enkel en onderging een zware operatie. Op 3 december 2011 maakte hij zijn rentree op een house show van Raw.

#### (2012 - Einde WWE 2016)
In een aflevering van SmackDown op 6 april 2012, worstelde Reeves voortaan als Ryback waar hij de volgende weken worstelde tegen verscheidene jobbers en uiteindelijk ook tegen WWE-worstelaars zoals Heath Slater en Derrick Bateman.
In het najaar 2012 concentreerde Ryback op het WWE Championship door kampioen CM Punk uit te dagen, maar slaagde nooit in zijn opzet om de titel te veroveren. Later werd hij meermaals aangevallen door The Shield. In maart 2013 begon Ryback een nieuwe vete met Mark Henry. In een aflevering van SmackDown op 29 maart 2013 namen Ryback en Henry deel in een Bench Press Challenge. Op WrestleMania 29 verloor Ryback de een-op-eenmatch van Henry.
In mei 2013 daagde Ryback John Cena uit voor het WWE Championship op Extreme Rules waar de wedstrijd onbeslist eindigde. Op Payback verloor Ryback de Three Stages of Hell match van Cena. Ryback begon dan een vete met Chris Jericho en dat leidde tot een wedstrijd tussen hen op Money in the Bank 2013, op 14 juli 2013, waarbij Ryback de wedstrijd won.
Na een lange tijd al niet meer hebben te geworsteld in 2016 gaf hij in een video op Instagram aan dat hij niet meer onder contract staat bij WWE.
Ryback zei in een interview in 2019 dat hij een terugkeer naar WWE niet uitsluit in 2020.

## In het worstelen
- Finishers
  - Als Ryback
    - ShellShocked

  - Als Skip Sheffield
    - Lariat
    - Over The Shoulder Boulder Holder

  - Als Ryan Reeves
    - Silverback Attack
- Signature moves
  - Bearhug
  - Oklahoma Stampede
  - Overhead belly to belly suplex
  - Thesz press
- Bijnamen
  - "The Silverback"
  - "The Cornfed Meathead"
  - "The Human Wrecking Ball"
  - "Big Hungry"
- Opkomstnummers
  - "Wild & Young" van American Bang (2 maart 2010 - 11 mei 2010)
  - "We Are One" van 12 Stones (7 juni 2010 - 18 augustus 2010; gebruikt als lid van de Nexus)
  - "Meat" van Jim Johnston (6 april 2012 – 10 augustus 2012)
  - "Meat On the Table" van Jim Johnston (13 augustus 2012 – heden)

## Prestaties
- Ohio Valley Wrestling
  - OVW Heavyweight Championship (1 keer)
- Pro Wrestling Illustrated
  - PWI Feud of the Year (2010) The Nexus vs. WWE
  - PWI Most Hated Wrestler of the Year (2010) als lid van The Nexus
  - PWI Most Improved Wrestler of the Year (2012)
- WWE
  - Slammy Award
    - "Shocker of the Year (2010) – Het debuut van The Nexus
    - "Crowd Chant of the Year" (2012) – Feed Me More!
    - "#Trending Now of the Year" (2012) - #FeedMeMore
    - "Newcomer of the Year" (2012)
- Wrestling Observer Newsletter
  - Most Overrated (2012)